# Eduard Friedrich Wilhelm Hintz
Eduard Friedrich Wilhelm Hintz (23. Dezember 1807 in Königsberg – 13. August 1874) war ein deutscher Theaterschauspieler.

## Leben
Eduard Hintz betrat am 31. Oktober 1826 in Tilsit als „Schnaps“ in Die beiden Billets zum ersten Mal die Bühne, wurde dann Mitglied der Fallerschen Gesellschaft, mit welcher er ganz Schlesien bereiste, bis es ihm gelang, im Jahre 1830 nach vorhergegangenem, erfolgreichem Gastspiel an das Hoftheater Coburg engagiert zu werden.
Er war ein reichbegabter Künstler und immer bestrebt, das Höchste in seiner Kunst zu erreichen. Erst waren es Charakter-, dann Väterrollen, in denen er glänzte. 1839 wurde er auf Lebenszeit an das Hoftheater Coburg engagiert, dem er auch in der Tat bis zu seinem Tode angehörte. Er war von unerschütterlicher Pflichttreue und gereichte dem Kunstinstitut während seiner mehr als 40-jährigen Kunsttätigkeit daselbst unbedingt zu Ehr' und Zierde.
Vom Publikum mit Huldigungen überschütte, wurde er vom Herzog mit der Medaille für Kunst und Wissenschaft ausgezeichnet. In Gotha betrat er im April 1873 als „James Ralph“ zum letzten Mal die Bühne. Einige Tage später erkrankte er. Die Folgen eines dramatischen Leberleidens rafften ihn am 13. August 1874 hinweg.
Er war der letzte männliche Veteran der alten Schule an der Coburger Hofbühne, die durch seinen Tod einen herben Verlust erlitt.